# Легро, Альфонс
Альфо́нс Легро́ (фр. Alphonse Legros; 8 мая 1837, Селонже, Кот-д’Ор, Королевство Франция — 8 декабря 1911, Уотфорд, Хартфордшир, Великобритания) — французский живописец, художник-гравёр, скульптор и медальер, большую часть жизни работавший в Англии. Выдающийся представитель живописного реализма, близкий кругу Гюстава Курбе; мастер офорта, способствовавший возрождению и продвижению этой техники гравирования в английском искусстве второй половины XIX века.

## Биография
Альфонс Легро родился в семье бухгалтера из Верона. Начал заниматься живописью в своём родном городе. Подростком он поступил в Школу изящных искусств в Дижоне, где учился у художника-декоратора и живописца Nicolardo. В 1851 году он отправился в Париж, однако по дороге на шесть месяцев задержался в Лионе, где учился у художника Жана-Батиста Бёшо, расписывавшего капеллу в церкви Сен-Низье в Лионе. Впервые выставил свои произведения в 1857 году в Парижском Салоне (Портрет отца). После этого всерьёз начал заниматься гравюрой. В Париже Легро учился у художника-декоратора Шарля-Антуана Камбона. Он также посещал школу Ораса Лекока де Буабодрана. В 1855 году он занимался в вечерних классах Школы изящных искусств. В начале 1862 года предпринял длившуюся почти год учебную поездку в Испанию. Вскоре после возвращения на родину зимой в 1862—1863 годах перебрался на жительство в Англию.
Легро был другом художника Джеймса Уистлера, который убедил его вместе с Жюлем Далу и Жаном-Шарлем Казеном переехать в Англию. Там Легро работал профессором в Королевском колледже искусств Южного Кенсингтона и в школе искусств Слейда Университетского колледжа Лондона. Легро никогда не удавалось свободно говорить по-английски. Поэтому его преподавание было скорее демонстрационным, чем словесным. Пока он жил в Лондоне, он продолжал выставлять свои работы в Парижском салоне. Его произведения были включены во вторую групповую выставку импрессионистов в 1876 году. Картинами Легро восхищался его друг Эдгар Дега.
Художник умер в Уотфорде, Англия, в 1911 году.

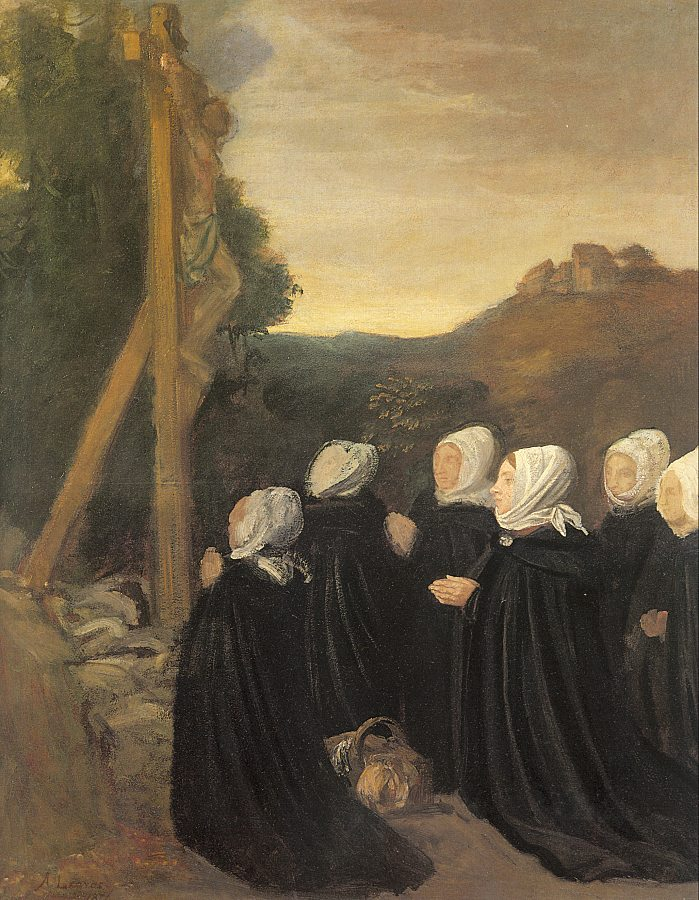
Распятие. 1874. Холст, масло. Музей Орсе, Париж
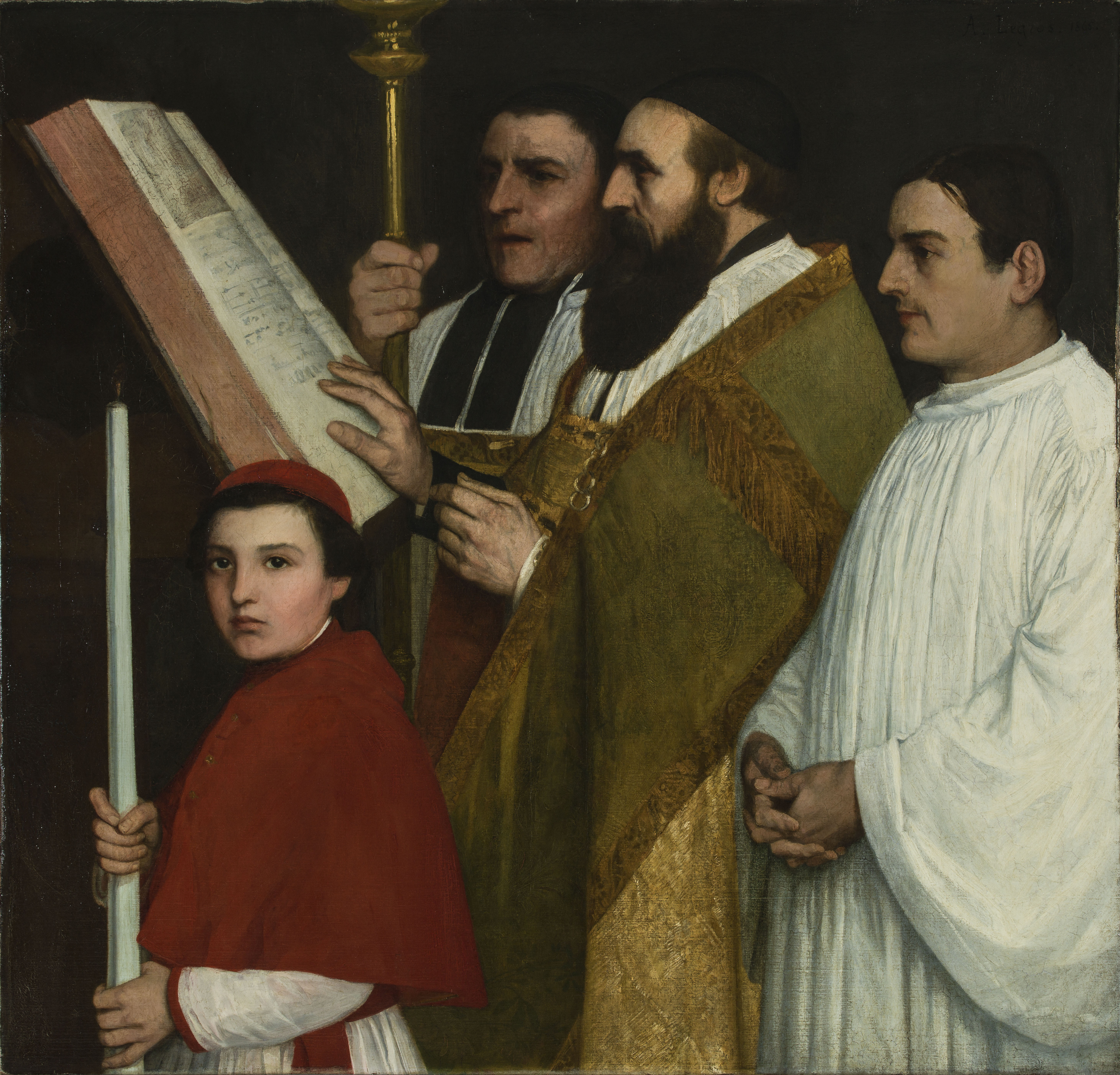
Аналой. 1865. Холст, масло. Музей изящных искусств города Парижа
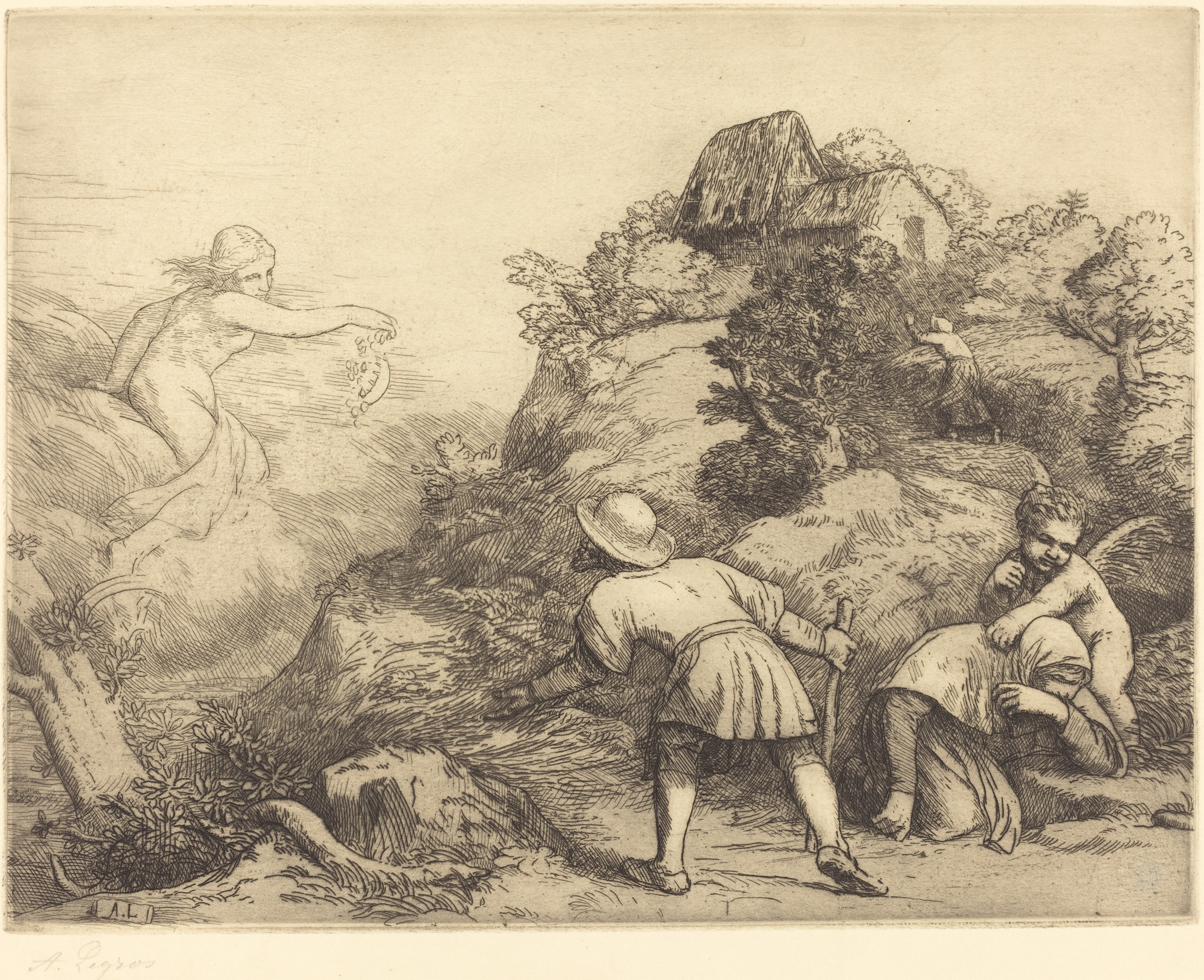
Aллегория удачи крестьянина. Офорт
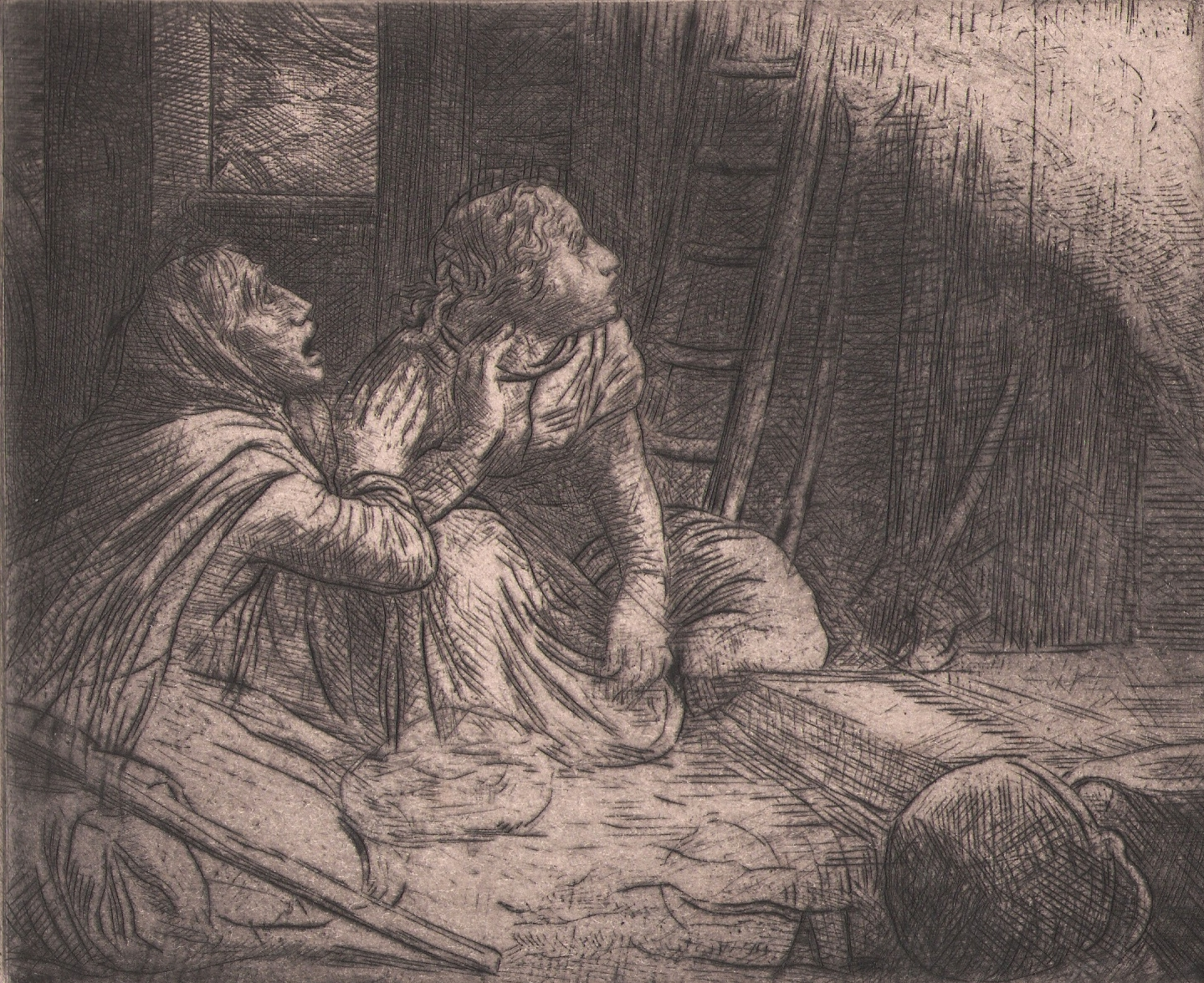
Жертвы пожара. Офорт
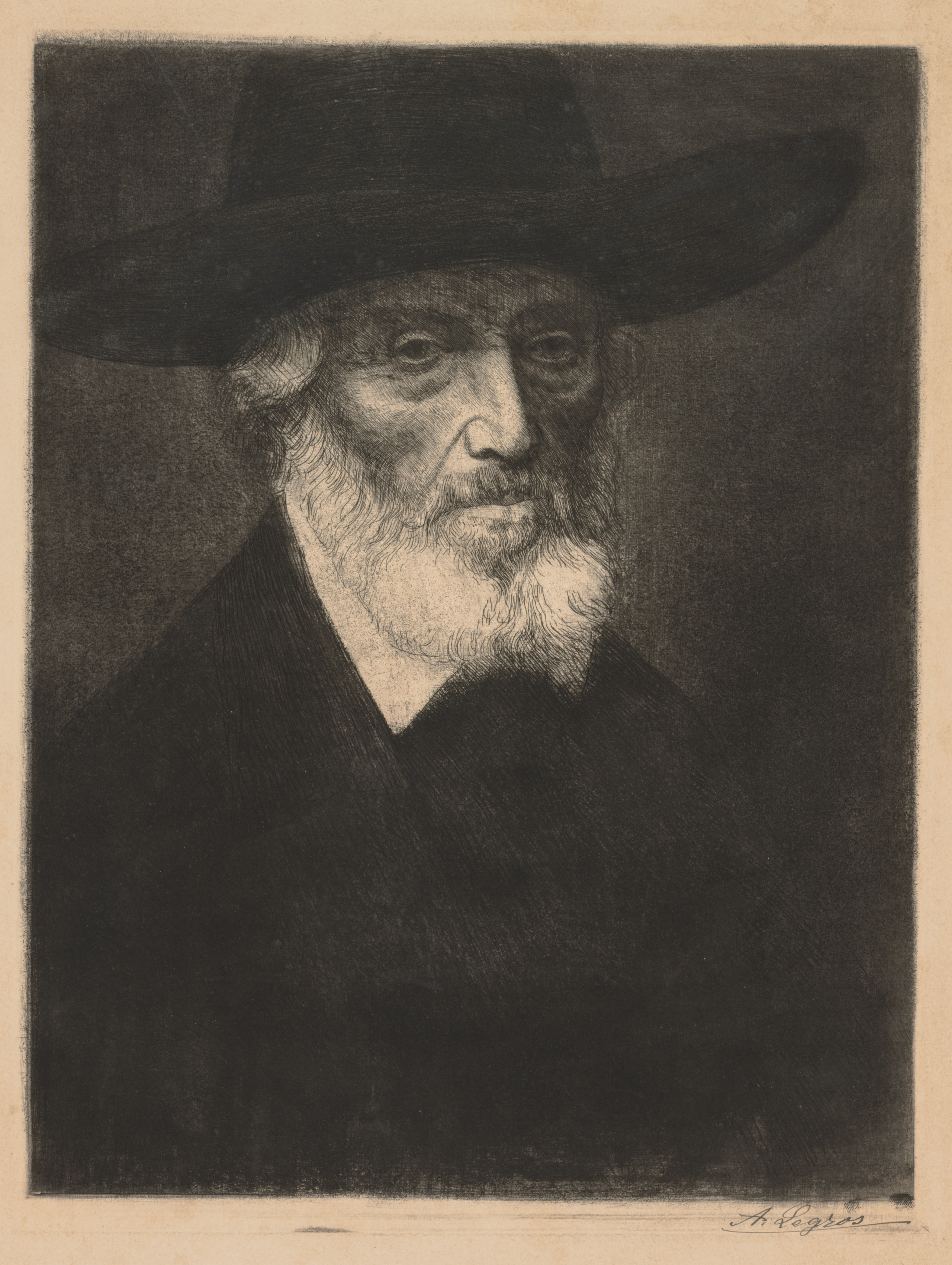
Томас Карлайл. Офорт, акватинта
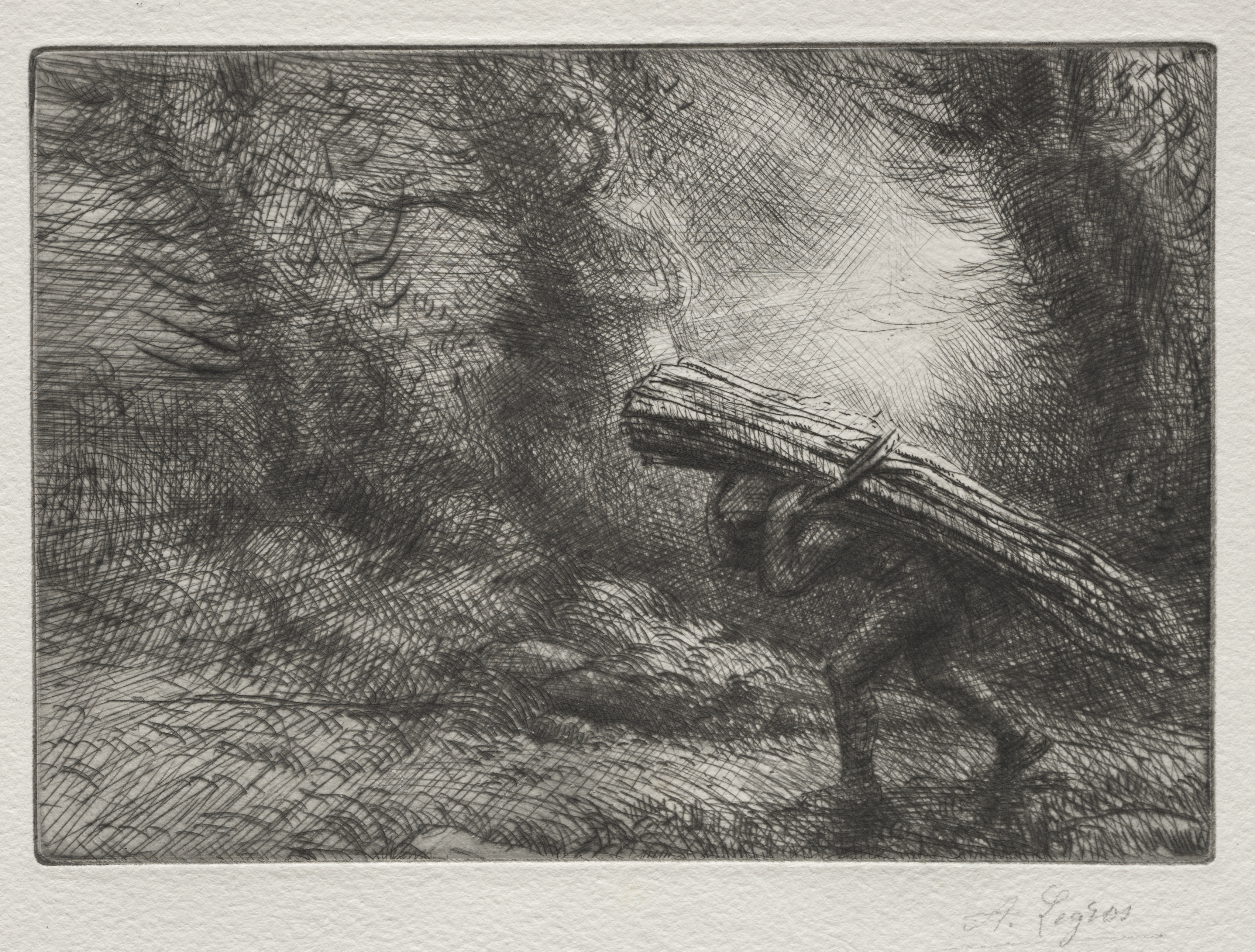
Возвращение домой. Офорт
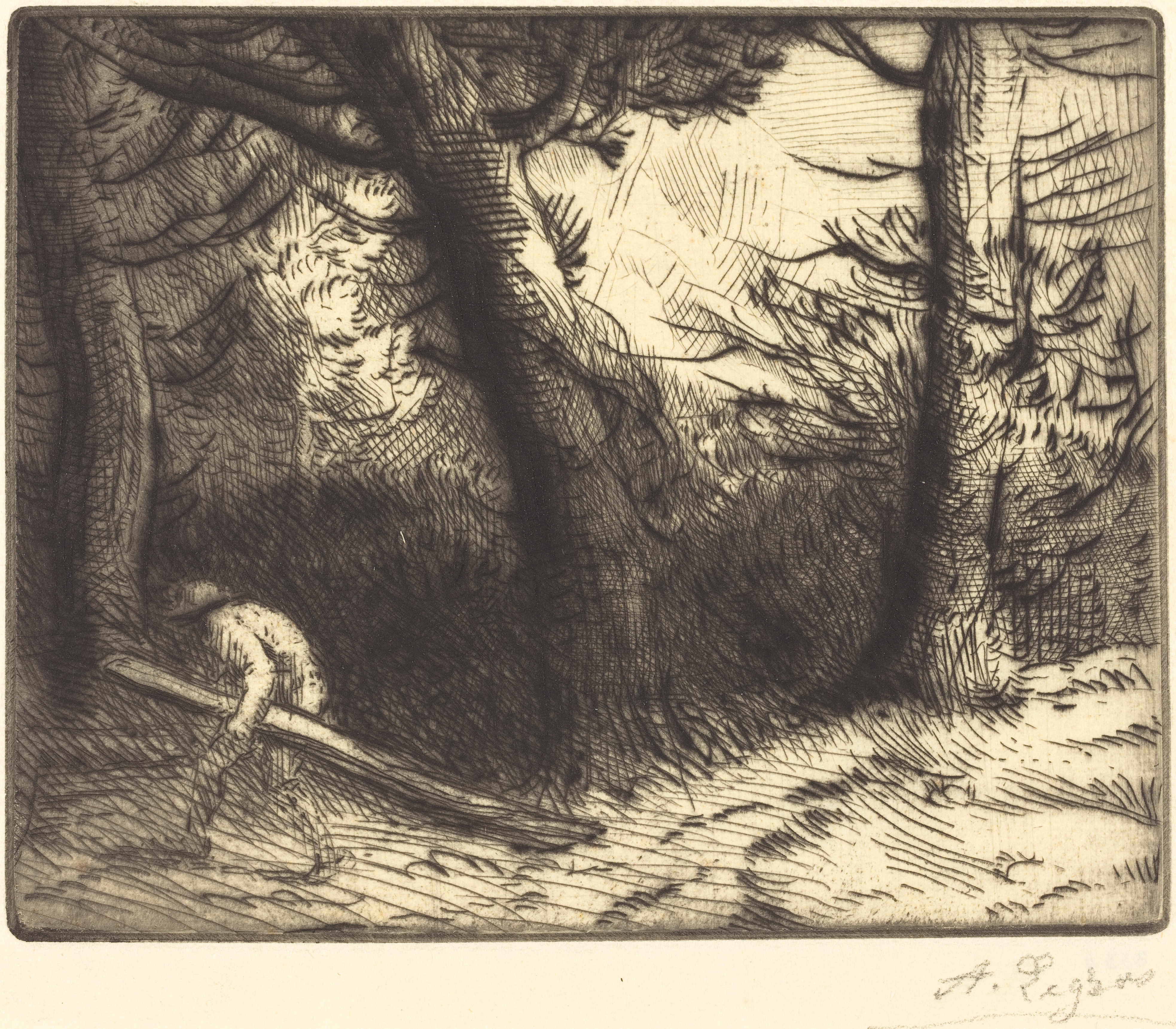
Опушка леса в Бургундии. Офорт, сухая игла